# Air France
Pour les articles homonymes, voir Air France (homonymie).
S'envoler en toute élégance
Air France (code IATA : AF ; code OACI : AFR) est la compagnie aérienne nationale française, fondée le 30 août 1933 et inaugurée le 7 octobre de la même année. Membre du Groupe Air France-KLM, ses activités principales sont le transport de passagers, de fret ainsi que la maintenance et l'entretien des avions.
Air France dessert les principaux aéroports français ainsi que près de 190 destinations de partout dans le monde. Sa plate-forme de correspondance principale est située sur l'aéroport de Paris-Charles-de-Gaulle avec lequel elle entretient de nombreux accords d'exploitation. L'aéroport de Paris-Orly est la deuxième plateforme de la compagnie qui l'utilise essentiellement pour les vols à destination des territoires d'outre-mer et pour les vols régionaux, et ce jusqu'en 2026, Air France ayant annoncé son départ à cette date,, à l'exception des vols vers et depuis la Corse, en partenariat toujours avec Air Corsica.
La compagnie fait partie du groupe privatisé Air France-KLM et est également membre fondateur de l'alliance SkyTeam. Air France possède la certification IOSA de l'IATA.
Enfin, Air France, de 1976 à 2003, était avec British Airways l'une des deux seules compagnies à exploiter le Concorde, unique avion civil supersonique au monde alors en service.

## Histoire
Les origines d’Air France remontent aux années 1910–1930, avec la création de plusieurs compagnies pionnières comme la Compagnie Générale Transaérienne (1909), la Société des Lignes Latécoère (1918), Les Lignes Farman (1919), Air Union (1923), la CIDNA (1925) ou Air Orient (1930) . En 1919–1924, ces sociétés ont jeté les bases de l’aviation civile en France—réseau européen, lignes intercontinentales, développement d’infrastructures—mais sur fond de confort sommaire et clientèle aisée.
Pour faire face à la concurrence internationale et à la crise économique, le gouvernement français lance en 1933 la fusion de cinq compagnies majeures (Air Orient, Air Union, CIDNA, Lignes Farman  et Aéropostale) sous l’impulsion du ministre Pierre Cot. Le nom « Air France », proposé par le journaliste Georges Raffalovitch, est officialisé le 30 août, et la compagnie est inaugurée le 7 octobre 1933 au Bourget, avec son emblème, l’hippocampe ailé.
Durant l’après-guerre, Air France, devenue entreprise nationale, relance ses vols et se positionne comme un acteur majeur du long-courrier, notamment avec le Paris–New York inauguré en 1946. Elle entre dans l’ère des jets à la fin des années 1950, avec l’avion Caravelle puis le Boeing 707, doublant son trafic en dix ans. L’arrivée du Boeing 747 dans les années 1970 marque le début du transport de masse. En 1976, l’introduction du Concorde donne à la compagnie une dimension iconique. Le réseau continue de croître via Charles-de-Gaulle, ouvert en 1974, tandis que la flotte s’enrichit des Airbus A300, A330, A340, Boeing 777, jusqu’à l’A380 en 2009.
À partir des années 1990, la stratégie évolue vers la consolidation : rachat d’UTA en 1992, fusion avec Air Inter (1997) et privatisation partielle (1999–2002), suivies de la création du groupe Air France-KLM en 2004.
De 1976 à 2003, Air France et British Airways sont les seules compagnies à exploiter le Concorde, unique avion civil supersonique au monde alors en service.

## Image de marque

### Livrées et logos
Air France utilise actuellement une livrée de type « Eurowhite », comportant un fuselage blanc avec la dénomination « Air France » en bleu. La queue est blanche avec des inclinées bleues et une rouge. La première de ces lignes porte un petit drapeau européen dans sa partie haute. Cette livrée a été en usage depuis la fin des années 1970.

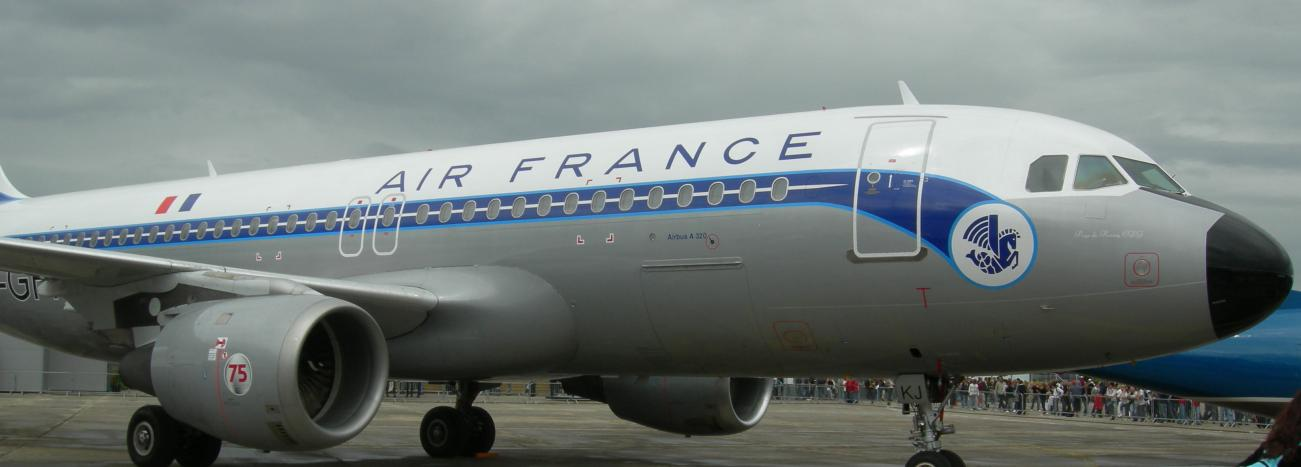
A320 Air France repeint avec la première livrée pour les 75 ans de la compagnie.

Dès sa création, Air France a adopté le logo de l'hippocampe de son prédécesseur, Air Orient, connu sous le nom de l'hippocampe ailé ou de la crevette, comme insigne. Avant la fusion Air France-KLM, l'hippocampe ailé était apposé sur le nez des avions à côté du titre « Groupe Air France ». Après la fusion, le logo Air France-KLM a remplacé ces éléments sur le nez des appareils, et l'hippocampe ailé a été transféré aux nacelles des moteurs. Le sigle « AF » a également figuré en bonne place sur le drapeau de la compagnie et sur ses enseignes. La nouvelle livrée a officiellement été adoptée en février 2009.

L’hippocampe ailé (dit aussi « La crevette »), logo de 1933 à 1976.
1976–1990.
1990–1998.
1998–2009.
Depuis 2009.

### Uniformes
Les uniformes d'Air France donnent le rang hiérarchique des agents de bord. Deux galons d'argent aux manches désignent un chef de cabine principal et un galon d'argent aux manches désigne un chef de cabine. Les autres agents de bord n'ont pas de galon aux manches. Les pilotes sont distingués par des galons dorés, trois pour les officiers pilotes et quatre pour les commandants de bord. Toutes les tenues sont bleu marine puisque c'est la couleur de la compagnie depuis sa création.
Les uniformes actuels, créés par le couturier français Christian Lacroix, sont en service depuis le 5 avril 2005. Les précédentes tenues ont été dessinées par de grands noms de la mode parisienne : Marc Bohan pour Christian Dior en 1962, Cristobal Balenciaga en 1969, Carven, Nina Ricci puis Louis Féraud en 1987. En 2002, la compagnie décide de moderniser les uniformes et sollicite à cet effet le couturier arlésien et trois autres maisons de couture françaises. Bien qu'au départ il se dit sans inspiration pour ce projet, Christian Lacroix esquisse de premiers croquis lors d'un vol Air France vers l'Italie : « Pour les hommes, j'ai pensé aux héros de mon enfance, Jean Marais, Henri Vidal, et aux stars des bandes dessinées des années 1950. Et à la Parisienne éternelle pour les filles, entre aristocrate et mannequin au chic français. » Après avoir reçu la validation de la direction d'Air France mais aussi d'un panel du personnel, de clients et de spécialistes de la mode, la maison Lacroix lance la fabrication des uniformes avec certes quelques contraintes. Ceux-ci doivent durer au moins dix ans, être pratiques à porter, rester impeccables même après une dizaine d'heures de vol et vêtir les employés de pas moins de dix-sept corps de métiers. Le 1er avril 2005, Air France présente à Paris et en avant-première la centaine de tenues, dont une pour les femmes enceintes, à la presse: « La difficulté était aussi de rendre élégantes 25 000 femmes travaillant sous tous les climats, âgées de 20 à 60 ans », indique Carole Peytavin, à l'époque cheffe de projet "uniforme" à Air France.[réf. nécessaire]
Pour les hôtesses de l'air, le choix est donné entre le port de la jupe ou du pantalon.
En ce qui concerne les agents de la piste et des galeries bagages, ils possèdent également un uniforme qui est adapté au travail qu'ils effectuent.
En avril 2016, alors que la compagnie venait d'annoncer la reprise de ses vols vers Téhéran (Iran) à partir du 17, enfle la polémique du port du voile pour les hôtesses d'Air France. Effectivement pour respecter la loi iranienne, les membres féminins de l'équipage doivent quitter l’avion en portant un voile et des vêtements couvrants.
Pour les hôtesses de l'air et les agents féminins au sol, les uniformes sont accompagnés par des coiffures adaptées aux métiers de l'accueil (queue de cheval, chignon banane, chignon donut ou carré).[réf. nécessaire]

## Partenariats

### L'alliance SkyTeam
Air France est membre fondateur de l'alliance SkyTeam avec Delta Air Lines, Aeromexico et Korean Air depuis l'an 2000.

### Partage de codes
Air France possède des accords de partage de codes avec les compagnies aériennes suivantes :

(ST) : compagnie membre de l'alliance SkyTeam
- Aerolineas Argentinas (ST)
- Aeromexico (ST)
- Air Austral
- Air Corsica
- Air Europa (ST)
- Air Mauritius
- Air Serbia
- Air Seychelles
- Air Tahiti Nui
- airBaltic
- Aircalin
- Bangkok Airways
- Chalair
- China Eastern Airlines (ST)
- Copa Airlines
- Croatia Airlines
- Delta Air Lines (ST)
- Finnair
- Garuda Indonesia (ST)
- Georgian Airways
- GOL Transportes Aereos
- ITA Airways
- Japan Airlines
- Kenya Airways (ST)
- KLM (ST)
- Korean Air (ST)
- Luxair
- Middle East Airlines (ST)
- Qantas
- Saudia (ST)
- Singapore Airlines
- TAROM (ST)
- Transavia
- Vietnam Airlines (ST)
- Virgin Atlantic (ST)
- WestJet
- Wideroe

### Accords interlignes
Air France possède des accords interlignes avec plusieurs compagnies :
- Air Sénégal ;
- Pakistan International Airlines.

## Destinations
Air France assure juqu'à 900 vols par jour vers près de 190 destinations en Afrique, en Amérique du Nord, en Amérique du Sud, en Asie, en Europe, au Moyen-Orient et en Océanie. Le programme long-courrier d’Air France comprend près de 90 destinations. Sur le réseau court et moyen-courrier, Air France dessert près de 100 destinations.

## Flotte

### Flotte actuelle
En Août 2025, la flotte d'Air France (incluant la flotte Hop! et la flotte cargo) est composée de 268 appareils.
La moyenne d’âge de la flotte est actuellement de 12,5 ans.

#### Flotte long-courrier
Un vol long-courrier dépasse 3 500 km et dure généralement plus de 6 heures.

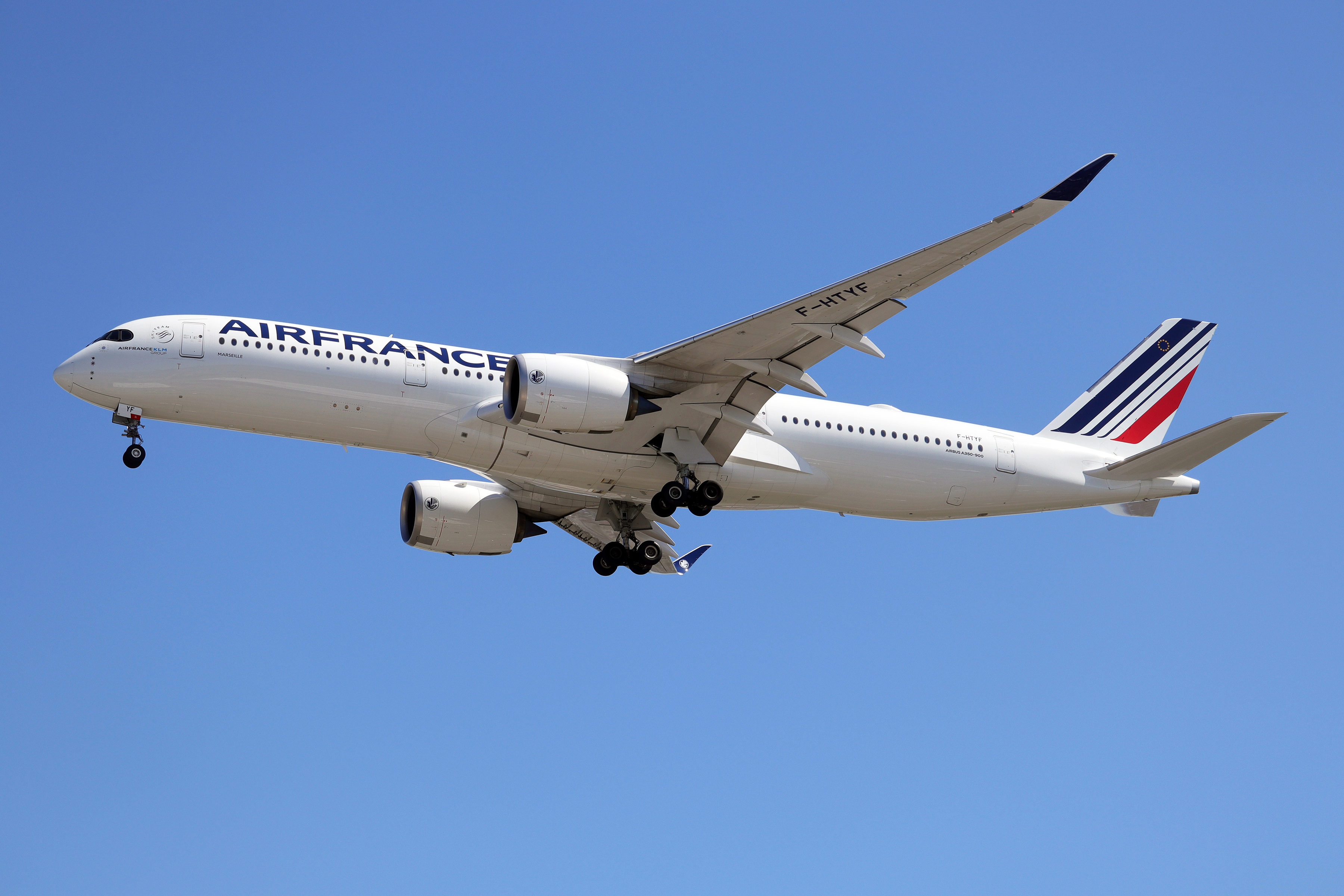
Airbus A350 d'Air France

En août 2025, la flotte long-courrier d’Air France est composée de 120 appareils en exploitation, répartis en 4 familles d’avions distinctes : Boeing 777, Boeing 787, Airbus A330, Airbus A350, alors que les A380 ont été mis au rebut.
| Flotte long-courrier Air France en août 2025 | Flotte long-courrier Air France en août 2025 |
| -------------------------------------------- | -------------------------------------------- |
| Type d'avion                                 | Nombre d'avions                              |
| Boeing 777-300ER                             | 43                                           |
| Boeing 777-200                               | 18                                           |
| Boeing 787-9                                 | 10                                           |
| Airbus A330-200                              | 10                                           |
| Airbus A350-900                              | 39                                           |

Enfin, la compagnie attend encore 31 Airbus A350-900 qui seront livrés d'ici à 2030.

#### Flotte moyen-courrier

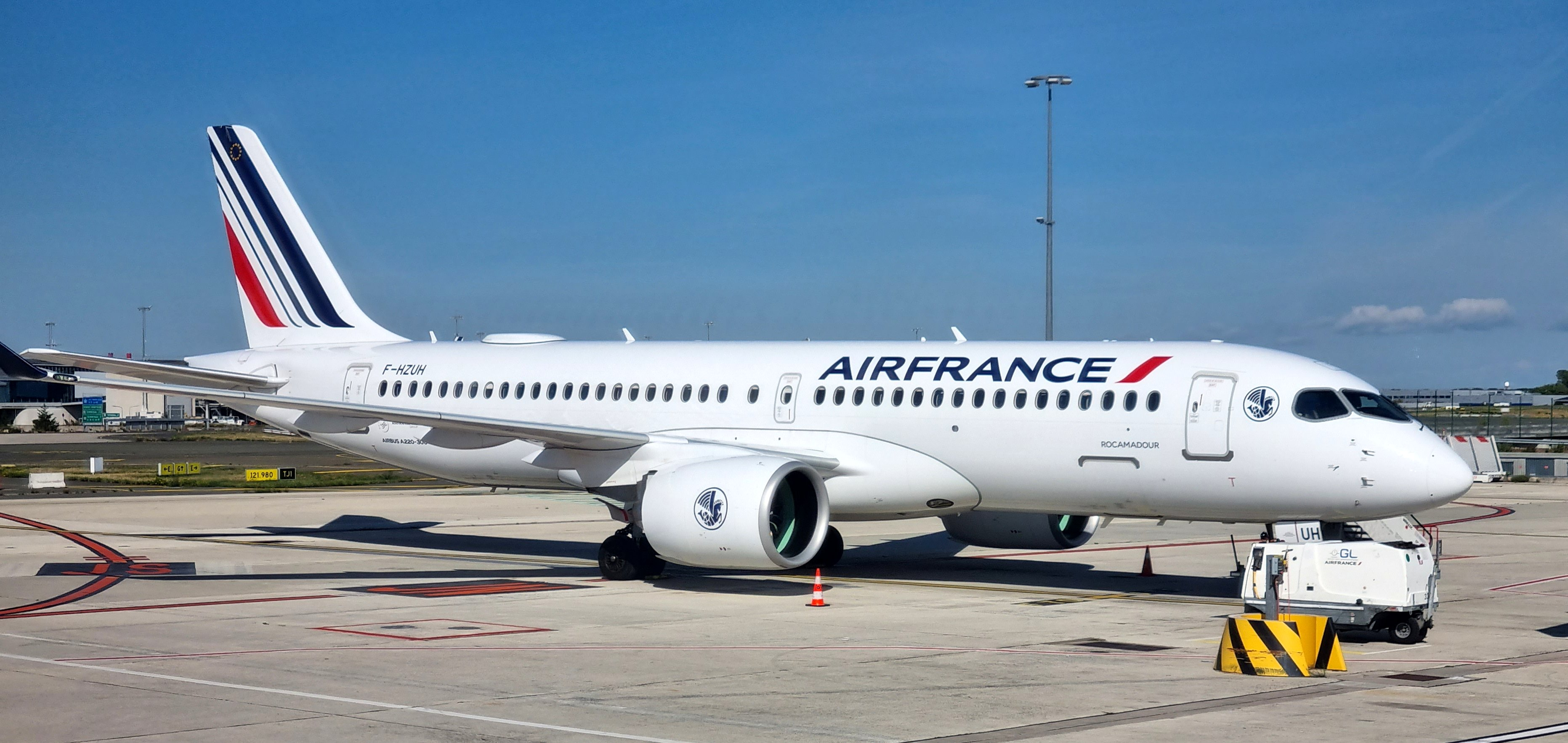
Airbus A220 d'Air France

Un vol moyen-courrier est compris entre 1 500 et 3 500 km, pour une durée de 3 à 6 heures.
En août 2025, La flotte moyen-courrier d’Air France est composée de 107 appareils : Airbus A220, Airbus A318, Airbus A319, Airbus A320 et Airbus A321.
| Flotte moyen-courrier Air France en août 2025 | Flotte moyen-courrier Air France en août 2025 |
| --------------------------------------------- | --------------------------------------------- |
| Type avion                                    | Nombre d'avions                               |
| Airbus A220-300                               | 45                                            |
| Airbus A318                                   | 5                                             |
| Airbus A319                                   | 7                                             |
| Airbus A320-200                               | 36                                            |
| Airbus A321-100                               | 4                                             |
| Airbus A321-200                               | 10                                            |

Air France attend, par ailleurs, encore 15 Airbus A220-300 d'ici fin 2026

#### Flotte régionale
Air France propose des vols régionaux à travers sa filiale: Air France Hop.

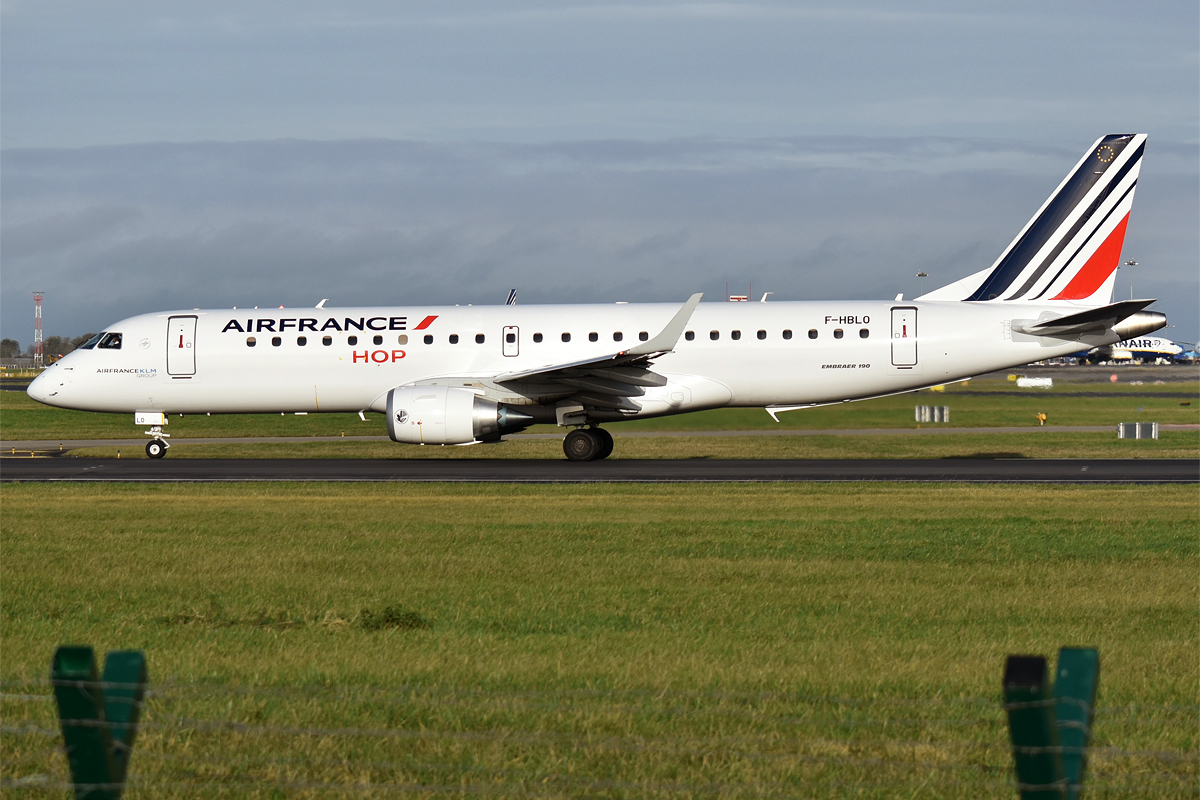
Un Embraer 190 d'Air France Hop

La flotte régionale d’Air France est composée de 39 appareils.
| Flotte régionale Air France (Air France Hop) en août 2025 | Flotte régionale Air France (Air France Hop) en août 2025 |
| --------------------------------------------------------- | --------------------------------------------------------- |
| Type d'avion                                              | Nombre d'avions                                           |
| Embraer 170                                               | 13                                                        |
| Embraer 190                                               | 26                                                        |

#### Flotte cargo

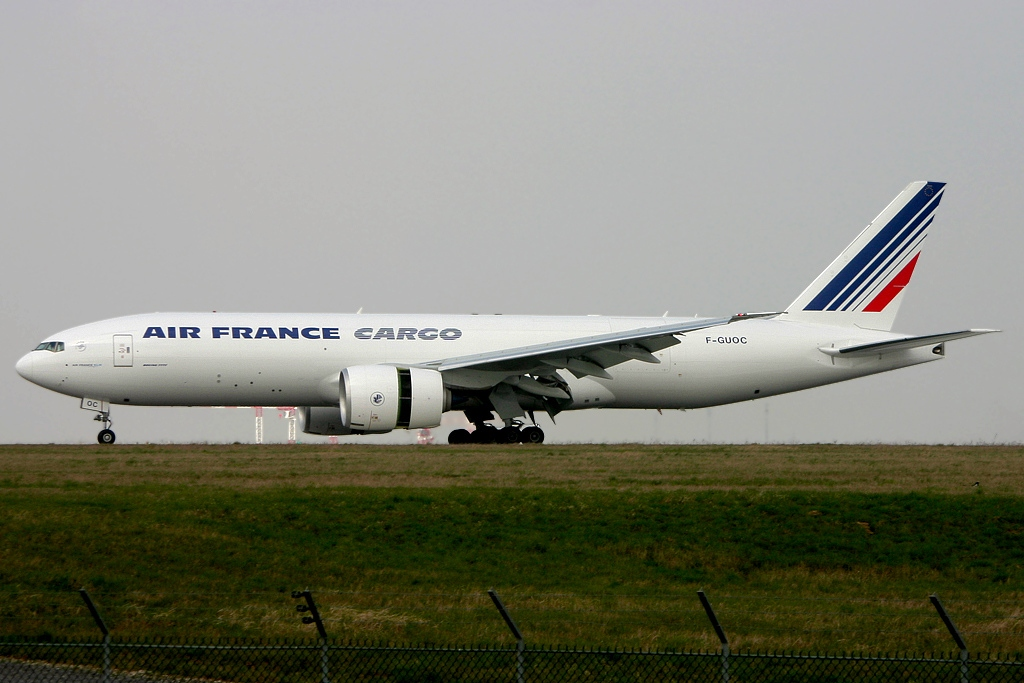
Boeing 777F d'Air France Cargo

La compagnie aérienne possède également une filiale spécialisée dans le transport de fret nommé Air France Cargo.
Elle a possédé pendant de nombreuses années des Boeing 747F, mais possède aujourd'hui uniquement 2 Boeing 777F (âgés d'environ 11 ans). 
Elle a commandé, par ailleurs, 3 Airbus A350F qu'elle recevra d'ici 2026.

### Flotte historique
Au cours des années, Air France a fait voler les appareils suivants :
| Avions                                | Introduit | Retiré |
| ------------------------------------- | --------- | ------ |
| Airbus A220-300                       | 2021      |        |
| Airbus A300                           | 1974      | 1998   |
| Airbus A310                           | 1984      | 2002   |
| Airbus A318                           | 2003      |        |
| Airbus A319                           | 1997      |        |
| Airbus A320                           | 1988      |        |
| Airbus A321                           | 1997      |        |
| Airbus A330-200                       | 2001      |        |
| Airbus A340-200                       | 1993      | 1999   |
| Airbus A340-300                       | 1993      | 2020   |
| Airbus A350-900                       | 2019      |        |
| Airbus A380                           | 2009      | 2020   |
| Amiot AAC.1 Toucan (Junkers Ju 52/3m) | 1945      | 1953   |
| Boeing 707-320 Intercontinental       | 1960      | 1982   |
| Boeing 707-320B                       | 1961      | 1980   |
| Boeing 707-320C                       | 1961-1962 | 1980   |
| Boeing 727-200                        | 1968      | 1993   |
| Boeing 737-200                        | 1982      | 2002   |
| Boeing 737-300                        | 1991      | 2004   |
| Boeing 737-500                        | 1990      | 2007   |
| Boeing 747-100                        | 1970      | 1995   |
| Boeing 747-200B                       | 1977      | 2005   |
| Boeing 747-200F                       | 1974      | 2010   |
| Boeing 747-300                        | 1991      | 2007   |
| Boeing 747-400                        | 1991      | 2016   |
| Boeing 747-400BCF                     | 2006      | 2009   |
| Boeing 747-400ERF                     | 2002      | 2014   |

| Avions                            | Introduit | Retiré  |
| --------------------------------- | --------- | ------- |
| Boeing 767-200                    | 1991      | 1998    |
| Boeing 767-300ER                  | 1991      | 2003    |
| Boeing 777-200ER                  | 1998      |         |
| Boeing 777-200F                   | 2009      |         |
| Boeing 777-300ER                  | 2004      |         |
| Boeing 787-9                      | 2016      |         |
| Breguet 763                       | 1953      | 1971    |
| Concorde                          | 1976      | 2003    |
| De Havilland Comet                | 1953      | 1954    |
| Douglas DC-3                      | 1936      | 1969    |
| Douglas DC-4                      | 1946      | 1967    |
| Douglas DC-6                      | 1949      | 1968    |
| Fokker F27                        | 1967      | 1997    |
| Fokker 100                        | 1997      | 1999    |
| Junkers Ju 52/3m (original)       | 1945      | inconnu |
| Latécoère 631                     | 1947      | inconnu |
| Lockheed L-049 Constellation      | 1946      | 1950    |
| Lockheed L-749 Constellation      | 1947      | 1961    |
| Lockheed L-1049G S. Constellation | 1953      | 1968    |
| Lockheed L-1649A Starliner        | 1957      | 1962    |
| Lockheed L-1011 TriStar           | 1989      | 1991    |
| McDonnell Douglas DC-10-30        | 1992      | 1999    |
| SNCASE Languedoc                  | 1945      | 1952    |
| SNCASO SO.30 Bretagne             | inconnu   | inconnu |
| Sud Aviation SE 210 Caravelle     | 1959      | 1981    |
| Transall C-160                    | 1973      | 1978    |
| Vickers Viscount 700              | 1953      | 1968    |

## Cabines

### La Première
La cabine La Première comprend quatre suites individuelles d’environ 3,5 m² chacune, équipées de cinq hublots, d’un siège et d’une méridienne convertible en lit de deux mètres. Les rangements sont intégrés au niveau du sol, remplaçant les coffres suspendus traditionnels. Chaque suite est contrôlable via une tablette tactile, dispose de deux écrans 4K, de ports USB-A/C, de recharge sans fil, de Bluetooth, de Wi‑Fi et de systèmes de cloisonnage (rideaux ou cloison électrique).

### Business
La classe Business intègre un siège avec lit horizontal de près de 2 mètres, accès direct à l’allée, porte coulissante et console centrale amovible pour certains sièges. Le système de divertissement propose un écran 4K avec port USB-A/C, Bluetooth et Wi-Fi.

### Premium
La cabine Premium d’Air France est disponible sur les Airbus A350 ainsi que sur certains Boeing 777. Elle propose des sièges inclinables jusqu’à 124 degrés, avec un espace pour les jambes compris entre 94 à 97 cm, et un repose-pieds réglable.

### Economy
Les sièges de la classe Economy peuvent s’incliner jusqu’à 119 degrés, sont larges d’environ 46 cm et espacés d'environ 79 cm d'une rangée à l'autre. Chaque siège comprend un écran tactile 4K, un support pour smartphone/tablette, des ports USB-A et USB-C, ainsi qu’une offre de divertissement à la demande et de la connectivité Wi‑Fi sur certains vols.

## Chiffres clés

### Généralités
Cette section ne s'appuie pas, ou pas assez, sur des sources secondaires ou tertiaires indépendantes du sujet. Le texte peut contenir des analyses inexactes ou inédites de sources primaires.
Pour l'améliorer, ajoutez-en, ou placez des modèles {{Source secondaire souhaitée}} ou {{Source secondaire nécessaire}} sur les passages mal sourcés. (août 2025)
Chiffre sur la filiale Air France (et non du groupe Air France-KLM) :
- 266 avions en exploitation
- 44 627 salariés :
  - dont 4 333 pilotes
  - 13 643 personnels navigants et commerciaux (PNC)
  - Et 26 651 personnels au sol.

### Données financières
|                         | 31 décembre 2024 |
| ----------------------- | ---------------- |
| Chiffre d'affaires      | 19,2 milliards € |
| Résultat d'exploitation | +980 millions €  |
| Marge opérationnelle    | +5,1 % nette     |
| Dette nette             | 5,9 milliards €  |

### Capital
Le capital de la société Air France est détenu à 100 % par Air France-KLM.
En 2017, à l'issue d'un accord négocié en secret, Air France ouvre son capital au chinois China Eastern et à l'américain Delta Airlines.

## Direction de l'entreprise

### Le siège d'Air France à Tremblay-en-France

Vue panoramique à Roissy Charles-de-Gaulle.

Le siège à Tremblay-en-France.
Les environs, avec des lapins sur les pelouses.
Le mât caractéristique devant le siège.

Le siège social d'Air France est situé dans le complexe Roissypôle sur les terrains de l'aéroport Paris-Charles-de-Gaulle sur la commune de Tremblay-en-France, Seine-Saint-Denis[réf. nécessaire],,,,[source insuffisante].
Le site de 130 000 m2 est achevé en décembre 1995[réf. nécessaire]. L'architecte est le cabinet Valode et Pistre et les consultants en design étaient Sechaud-Boyssut et Trouvin[réf. nécessaire]. Le projet est annoncé pour moins de 700 millions de francs137 millions d'euros[source insuffisante]. Les pistes de l'aéroport sont visibles depuis le siège.
Avant décembre 1995, le siège social d'Air France a été situé pendant environ 30 ans dans un immeuble proche de la gare Montparnasse dans le 15e arrondissement de Paris.
En 1991, deux soumissions pour la vente du bâtiment, square Max-Hymans, ont été faites.
En 1992, le complexe a été vendu à la MGEN (Mutuelle Générale de l'Éducation Nationale) pour 1,6 milliard de francs.
C'est cette année-là qu'Air France avait envisagé de déménager son siège social à Roissypôle, sur 50 000 m2 d'espaces intérieurs de bureaux, hôtel et complexe commercial sur les terrains de l'aéroport Charles-de-Gaulle.
Après le transfert du siège d'Air France à Tremblay-en-France, la propriété de l'immeuble de l'ancien siège a été transférée.

### Liste des dirigeants de la compagnie
- Ernest Roume : 1933-1935
- Paul Tirard : 1935-1939
- Bertrand Pujo : 1939-1944
- Henri Desbruères : 1945-1948 (directeur général, pas de président à cette époque)
- Max Hymans : 1948-1961
- Joseph Roos : 1961-1967
- Georges Galichon : 1967-1975
- Pierre Giraudet : 1975-1984
- Marceau Long : 1984-1987
- Jacques Friedmann : 1987-1988
- Bernard Attali : 1988-1993
- Christian Blanc : 1993-1997
- Jean-Cyril Spinetta : 1997-2009
- Pierre-Henri Gourgeon : 2009-2011
- Alexandre de Juniac : 2011-2013, puis président d'Air France-KLM
- Frédéric Gagey : du 1er juillet 2013 au 3 juillet 2016, puis directeur financier d'Air France-KLM
- Jean-Marc Janaillac : du 4 juillet 2016 au 4 mai 2018, également président d'Air France-KLM
  - Franck Terner, directeur général du 2 novembre 2016 au 27 septembre 2018
- Anne-Marie Couderc : depuis le 15 mai 2018. Présidente du conseil d’administration, également présidente non exécutive d'Air France-KLM.
  - Benjamin Smith, directeur général, du 27 septembre 2018 au 17 décembre 2018. Par intérim.
  - Anne Rigail, directrice générale depuis le 17 décembre 2018[79].
- Benjamin Smith : président du conseil d'administration d'Air France depuis le 8 juillet 2024[80].

### Conseil d'administration
Cette section ne s'appuie pas, ou pas assez, sur des sources secondaires ou tertiaires indépendantes du sujet. Le texte peut contenir des analyses inexactes ou inédites de sources primaires.
Pour l'améliorer, ajoutez-en, ou placez des modèles {{Source secondaire souhaitée}} ou {{Source secondaire nécessaire}} sur les passages mal sourcés. (août 2025)
Le conseil d'administration d'Air France est composé de treize administrateurs :
- 3 administrateurs « exécutifs » dont un représentant de la personne morale Air France-KLM
- 4 administrateurs indépendants
- 6 représentants des salariés dont :
  - un élu par le personnel navigant technique
  - un élu par le personnel navigant commercial
  - quatre élus par les autres salariés dont un représentant des cadres

Au 31 décembre 2024, le conseil d'administration est présidé par Benjamin Smith, également directeur général d'Air France-KLM.

#### Comité de sécurité des vols
En 2010, le Conseil d'administration d'Air France crée un « Comité de Sécurité des Vols », suivant là sans délai les recommandations préliminaires de la mission externe (Independant Safety Review Team).

### Comité exécutif
Cette section ne s'appuie pas, ou pas assez, sur des sources secondaires ou tertiaires indépendantes du sujet. Le texte peut contenir des analyses inexactes ou inédites de sources primaires.
Pour l'améliorer, ajoutez-en, ou placez des modèles {{Source secondaire souhaitée}} ou {{Source secondaire nécessaire}} sur les passages mal sourcés. (août 2025)
Au 30 juin 2025, le comité exécutif d'Air France est composé de :
- Anne Rigail : Directrice générale
- Alexandre Baclet : directeur général adjoint Économie et Finances
- Hervé Boury : président-directeur général de HOP!
- Alain-Hervé Bernard : directeur général adjoint Opérations et Cargo
- Laurent Lafontan : directeur général adjoint Opérations aériennes
- Olivier Janicaud : secrétaire général
- Didier Nicolini : directeur général adjoint Multi-Risques
- Gery Mortreux : directeur général adjoint Engineering & Maintenance
- Christian Gauthier : directeur général adjoint Transformation et Développement Durable
- Patrice Tizon : directeur général adjoint aux Ressources Humaines
- Éric Caron : directeur général adjoint chargé du Service en Vol
- Vincent D’Andrea : directeur Entretien Avion
- Sébastien Guyot : représentant de la fonction commerciale
- Fabien Pelous : directeur de l’expérience client

## Incidents et accidents
Depuis 1933 date de sa création, la compagnie a connu plusieurs accidents dont au moins 130 qui sont répertoriés. Voir aussi : Liste d'accidents aériens.
En voici une liste non exhaustive :
- 4 septembre 1946 : un Douglas DC-3 [F-BAXD] reliant Paris à Londres s'écrase sur une usine près de Paris. 20 morts (19 passagers et membres d'équipage + 1 personne au sol), 7 survivants.
- 1er février 1947 : un Douglas DC-3 [F-BAXQ] reliant Bordeaux à Lisbonne s'écrase près de Lisbonne. 15 morts (10 passagers et 5 membres d'équipage), 1 survivant.
- 14 mars 1947 : un Douglas DC-3 [F-BAXO] reliant Lyon à Nice s'écrase sur le massif du Vercors au niveau de la Grande Moucherolle. 23 morts (18 passagers et 5 membres d'équipage), aucun survivant.
- 6 janvier 1948 : un Douglas DC-3 [F-BAXC] reliant Bruxelles à Paris s'écrase près de Gonesse. 16 morts (11 passagers et 5 membres d'équipage), aucun survivant.
- 1er août 1948 : un Latécoère 631 [F-BDRC] reliant Fort-de-France à Port-Étienne s'écrase dans l'océan Atlantique. 52 morts (40 passagers et 12 membres d'équipage), aucun survivant.
- 28 octobre 1949 : un Lockheed Constellation [F-BAZN] reliant Paris à New York s'écrase sur une montagne de l'île São Miguel, dans les Açores. 48 morts (37 passagers et 11 membres d'équipage), aucun survivant.
- 1er septembre 1953 : le vol 178 Air France, un Lockheed L-749 Constellation [F-BAZZ] assurant le vol Paris-Saïgon via Nice, s'écrase contre le mont Cimet (Alpes-de-Haute-Provence). 42 morts, aucun survivant.
- 24 décembre 1958 : Un Lockheed Constellation s'écrase avant l'atterrissage à Vienne (Autriche). L'équipage eut le temps d'évacuer les 28 passagers avant que l'avion ne prenne feu. Aucun mort, 34 survivants (quelques blessés parmi eux). L'avion a été détruit.
- 29 août 1960 : le vol 343 Air France s'écrase près de Dakar au Sénégal durant sa phase d'approche. 63 morts, aucun survivant. Les raisons de cette catastrophe n'ont jamais été élucidées.
- 10 mai 1961 : vol 406 Air France, un Lockheed L-1649A Starliner [F-BHBM] qui assurait le vol Brazzaville-Paris s'écrase en Libye dans le désert du Sahara. 78 morts, aucun survivant.
- 27 juillet 1961 : vol 272 Air France, un Boeing 707-328 [F-BHSA] "Château de Versailles" qui devait assurer un Paris-Hamburg-Anchorage-Tokyo quitte la piste au re-décollage de Hamburg-Fuhlsbüttel et se brise en 3 parties. Cause probable de l'accident : réparation imparfaite sur le train avant à la suite de problèmes de frein. Sur les 41 personnes à bord (15 équipage, 26 passagers), 4 membres de l'équipage et 6 passagers sont sérieusement blessés. Parmi les passagers, Alain Robbe-Grillet (écrivain et scénariste à la tête du mouvement littéraire "Nouveau Roman") et sa femme Catherine sortent indemnes.
- 12 septembre 1961 : la SE 210 Caravelle III [F-BJTB] du vol Air France 2005 s'écrase lors de son approche vers Rabat, au Maroc, entraînant la mort des 77 passagers à bord.
- 3 juin 1962 : le vol 007 Air France à destination de New York s'écrase lors de son décollage de Paris-Orly à la suite de multiples défaillances techniques du Boeing 707-328 [F-BHSM]. Cent trente morts et seulement 2 survivants parmi les 132 personnes à bord[84].
- 22 juin 1962 : le vol 117 Air France s'écrase lors de son approche vers l'aéroport de Pointe-à-Pitre (Guadeloupe) à la suite de multiples pannes des instruments de bord et du radar d'approche de l'aéroport ainsi qu'au mauvais temps. Aucun survivant parmi les 113 occupants du Boeing 707-328 [F-BHST].
- 6 mars 1968 : le vol 212 Air France s'écrase contre le volcan la Soufrière lors de son approche vers Pointe-à-Pitre (Guadeloupe) après une erreur des pilotes qui ont tenté une approche à vue de nuit. 63 morts et aucun rescapé à bord du Boeing 707-328C [F-BLCJ].
- 11 septembre 1968 : le vol 1611 Air France s'abîme au large de Nice. 95 personnes périssent dans la SE-210 Caravelle III [F-BOHB][85].
- 3 décembre 1969 : un Boeing 707-328C [F-BHSZ] du vol 212 Air France sombre dans la mer peu après son décollage de Caracas (Venezuela) pour Pointe-à-Pitre (Guadeloupe), entraînant la mort des 62 personnes à bord.
- 18 octobre 1973 : protestant contre la sortie du film Les Aventures de Rabbi Jacob, qu'elle pense « anti-palestiniens », la femme de l'attaché de presse du film détourne le vol Paris-Nice et menace de faire exploser l'appareil s'il ne se rend pas au Caire. L'avion se pose finalement à l'aéroport de Marseille Marignane et la forcenée est abattue par le GIPN.
- 31 juillet 1984 : détournement du Boeing 737 [F-GBYH] assurant le vol AF747 Francfort-Paris par 3 pirates de l'air. Après trois escales à Genève, Beyrouth et Larnaca, l'avion atterrit finalement à Téhéran le 1er août. Le 2 août, les pirates de l'air se rendent aux autorités iraniennes après avoir libéré les otages et fait sauter le cockpit à l'aide d'explosifs.
- 26 juin 1988 : le vol 296 Air France s'écrase lors d'une présentation aérienne à Habsheim alors que l'avion volait à faible vitesse et faible altitude. Les pilotes n'arrivent pas à remettre les gaz au bon moment pour reprendre de l'altitude, et l'appareil s'enfonce dans la forêt, en bout de piste. 3 morts et 133 rescapés dans l'Airbus A320-111 [F-GFKC].
- 12 septembre 1993 : le vol 72 Air France effectuant la liaison Paris-Tahiti sort de piste lors de l'atterrissage de nuit à Papeete-Faa'a et termine sa course à moitié immergé dans le lagon. Aucun blessé. Le Boeing 747-428 [F-GITA] sera réparé sur place et remis en service trois mois plus tard.
- 26 décembre 1994 : la prise d'otage du vol 8969 Air France conduit à la mort de 7 personnes (dont les 4 terroristes qui meurent lors de l'intervention du GIGN à Marseille). Le reste des occupants de l'Airbus A300B2-1C [F-GBEC] survécut.
- 25 juillet 2000 : crash du Concorde

Le vol 4590 Air France s'écrase sur un hôtel de Gonesse peu après son décollage de Paris-Charles-de-Gaulle (Paris) après avoir pris feu en roulant sur une pièce perdue d'un McDonnell Douglas DC-10-30 de Continental Airlines. Les 109 personnes à bord du Concorde [F-BTSC] sont décédées. 4 personnes au sol sont également tuées, et six autres blessées. La faute de Continental Airlines est reconnue après dix ans d'expertises par le Parquet de Paris.
- 2 août 2005 : le vol 358 Air France sort de la piste à l'aéroport international Pearson de Toronto à cause du mauvais temps et d'une erreur d'appréciation de la part des pilotes de la distance d'atterrissage nécessaire dans ces conditions météorologiques[86]. Les 297 passagers de l'Airbus A340-313X [F-GLZQ] ont été évacués avec professionnalisme par les 12 membres d'équipage avant que l'appareil ne prenne feu. 309 rescapés (43 blessés légers parmi eux) et aucun mort. L'avion a été détruit[87].
- 1er juin 2009 : un Airbus A330-203 [F-GZCP] du vol 447 Air France reliant Rio de Janeiro à Paris s'abîme dans l'océan Atlantique après plusieurs heures de vol. 228 morts, aucun survivant. C'est la catastrophe la plus meurtrière jamais connue par l'aviation française.
- 30 septembre 2017 : un Airbus A380-800 [F-HPJE] assurant le vol 66 d'Air France à destination de Los Angeles est contraint de se dérouter sur la base militaire de Goose Bay au Canada à la suite d'une désintégration du réacteur numéro 4. L'atterrissage se fait sans encombre pour les 520 personnes à bord.

## Prix
En 2025, Air France se classe 8ᵉ rang mondial dans le classement Skytrax des meilleures compagnies aériennes, gagnant une place par rapport à l’année précédente. Elle conserve par ailleurs, pour la cinquième année consécutive, le titre de meilleure compagnie d’Europe de l’Ouest.
La compagnie est également distinguée dans les catégories liées à sa classe La Première, avec les prix Skytrax 2025 du meilleur service de restauration en salon en première classe (« Best First Class Lounge Dining ») et du meilleur confort à bord en première classe (« Best First Class Comfort Amenities »). Ces distinctions s’inscrivent dans une stratégie de montée en gamme engagée depuis plusieurs années,.

## Activité de lobbying

### Auprès de l'Assemblée nationale
Air France est inscrit comme représentant d'intérêts auprès de l'Assemblée nationale. Le groupe déclare à ce titre qu'en 2014, les coûts annuels liés aux activités directes de représentation d'intérêts auprès du Parlement sont compris entre 100 000 et 150 000 euros.

### Auprès des institutions de l'Union européenne
Air France est inscrit depuis 2008 au registre de transparence des représentants d'intérêts auprès de la Commission européenne. Il déclare en 2016 pour cette activité deux collaborateurs à temps plein et des dépenses d'un montant compris entre 300 000 et 400 000 euros. Air France est en outre représenté par 2 cabinets spécialisés,. En 2016, le groupe Air France a reçu 26 millions d'euros de subventions des institutions de l'Union Européenne.

## Controverse
En 2023, le documentaire Citizen facts d'Aude Favre met en lumière l'écoblanchiment mis en place par l'entreprise en ayant proposé à sa clientèle de « compenser » l'empreinte carbone de leur vol par la plantation d'arbres, qui seraient en fait largement insuffisants à compenser cette empreinte carbone, et ne prévoit aucune compensation pour les autres gaz émis dans l'atmosphère. Mise en cause pour cette pratique par plusieurs associations et une pétition en ligne, la compagnie retire cette proposition de son site en 2023.

### Publications d'Air France
- Bulletins, revues et journaux publiés par Air France, sur Gallica (collections complètes) :
  - Air France Bulletin mensuel, 25 bulletins, du no 21 - septembre 1933 au no 47 - juin-juillet 1936.
  - Air France Revue, 47 numéros, du no 29 - décembre 1934 au no 38 - été 1968.
  - Air France Bulletin mensuel - "Echos de l'Air", 71 numéros, du no 1 - janvier 1938 au no 51 - janvier 1952.
  - Terre et Ciel, 25 numéros, du no 1 - février 1946 au no 25 - juillet 1948.
  - France Aviation, 492 numéros, du no 1 - décembre 1954 au numéro du 28 mars 1997.
  - Intrado, 108 numéros, du no 1 - 1969 au no 94 - décembre 1992.
  - Échos transport, 64 numéros, du no 1 - décembre 1978 au no 64 - décembre 1992.
  - Entretien, 50 numéros, du no 1 - juin 1981 au no 45 - décembre 1992-janvier 1993.
  - Concorde, 346 numéros, du no 1 - 3 avril 1997 au no 336 - 9 octobre 2013.